# Équipe de Belgique de football en 1920
Maillots
Chronologie
Saison précédente Saison suivante
L'équipe de Belgique de football connaît une année faste en 1920 puisqu'elle remporte le premier grand titre de son histoire, à savoir le titre olympique aux Jeux d'Anvers. Au cours de cette année, elle dispute cinq rencontres qui se soldent par quatre victoires, dont l'une d'elles devant la sélection des amateurs anglais.

## Résumé de la saison
1920, année olympique, voit les Jeux de la VIIe olympiade de l'ère moderne se dérouler à Anvers, en Belgique. Il convenait donc pour les Belges d'y faire bonne figure. Afin de préparer correctement les joueurs, William Maxwell disposa de ses internationaux durant le mois qui précéda l'évènement trois fois par semaine : le mardi à Anvers, le mercredi alternativement à Liège et à Bruges et le jeudi à Bruxelles.
En prélude au tournoi, les Diables Rouges disputent deux rencontres amicales.

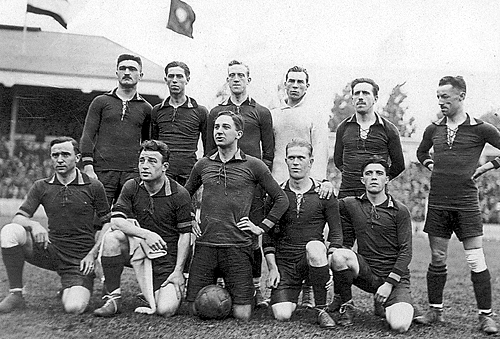
L'équipe belge, future médaillée d'or, avant le coup d'envoi de la finale contre la Tchécoslovaquie, au Stade olympique d'Anvers le 2 septembre 1920.

La première joute est l'occasion de revoir une nouvelle fois les amateurs anglais se produire au Léopold. Jusqu'alors, les sept confrontations précédentes s'étaient soldées par un total de six victoires britanniques et un partage, pour une différence de buts de 8 à 39 (!) largement en faveur des Anglais. Néanmoins, ce 17 février vit toute l'étendue des progrès accomplis par la Belgique car celle-ci battit l'Angleterre (3-1) de manière convaincante. Les insulaires se le tinrent pour dit et, à une seule exception près, n'allaient d'ailleurs plus envoyer à l'avenir que leur équipe professionnelle.

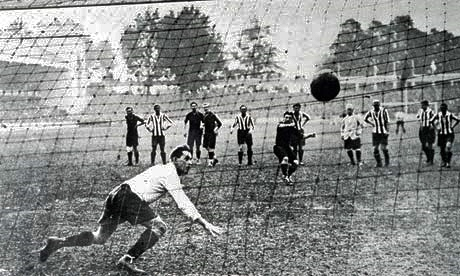
La Belgique ouvre la marque sur pénalty à la 6e minute par Robert Coppée face à la Tchécoslovaquie.

Un mois plus tard, un déplacement à Paris le 28 mars, voit la France s'imposer à domicile (2-1) grâce à deux buts de Paul Nicolas, considéré comme l'un des meilleurs avant-centres français de l'entre-deux-guerres.
Les Diables Rouges se sont donc présentés idéalement préparés à ces Jeux Olympiques qui constituaient à l'époque la seule compétition à l'échelle internationale. Si c'est sans doute à Paris en 1924 que le pas capital fut franchi vers l'organisation quelques années plus tard de la toute première Coupe du monde, avec notamment la découverte du football intercontinental et la victoire de l'Uruguay, Anvers fut probablement le cadre du lancement du projet. Même si au rendez-vous de ces VIIe Jeux manquaient les Sud-Américains, les Écossais, les Hongrois, les Autrichiens et les Allemands - alors qu'au nom de la fraternité sportive, le baron Pierre de Coubertin avait pourtant souhaité la grande réconciliation - quasiment tous les bonnes sélection européennes étaient présentes et l'on notait même la présence d'une formation extérieure au Vieux Continent, l'Égypte.
En tant que pays organisateur, la Belgique était exemptée du premier tour et n'entra en lice qu'au niveau des quarts de finale. La sélection belge rencontra les Espagnols, qui possédaient le plus talentueux gardien de but de ce temps-là : Ricardo Zamora. Le portier du Barça allait toutefois devoir retourner chercher la balle au fond des filets à trois reprises puisque l'Espagne s'inclina (3-1).
Les Belges battent ensuite (3-0) leurs voisins d'outre-Moerdijk, les Pays-Bas, lors des demi-finales.
En finale, c'est la Tchécoslovaquie qui attend l'équipe locale et l'on ne donnait pas cher des chances belges face à un adversaire qui n'avait pas fait dans le détail pour se qualifier. Les Tchécoslovaques avaient en effet humiliés leurs adversaires aux tours précédents : (7-0) contre la Yougoslavie, (4-0) face à la Norvège et (4-1) opposés à la France. Les Diables Rouges allaient pourtant livrer une première mi-temps de rêve, dominant copieusement et menant (2-0) à la demi-heure face à une formation tchécoslovaque qui accepta mal cette leçon et se montra peu fair-play lorsque l'arbitre anglais, John Lewis, exclut Karel Steiner à la 39e minute pour un coup de pied volontaire porté à Robert Coppée. L'équipe tchécoslovaque quitte alors le terrain en signe de protestation et rejoint les vestiaires. Le match est alors arrêté et la Tchécoslovaquie se voit disqualifiée. La Belgique remporte ainsi son premier titre majeur, qui est encore toujours à l'heure actuelle le seul et unique.

## Les matchs
| Match amical                                                     | Belgique                     | 3 - 1   | Angleterre amateur | Vélodrome de Longchamps Uccle, Belgique            |                                                    |
| 17 février 1920 · 15:00 heure locale · Historique des rencontres | Coppée 9e 73e · Van Hege 80e | (1 – 1) | Gardner (en) 32e   | Spectateurs : 16 000 Arbitrage : Martinus Bos (nl) | Spectateurs : 16 000 Arbitrage : Martinus Bos (nl) |
| 17 février 1920 · 15:00 heure locale · Historique des rencontres | Rapport                      |         |                    | Spectateurs : 16 000 Arbitrage : Martinus Bos (nl) | Spectateurs : 16 000 Arbitrage : Martinus Bos (nl) |

| Match amical                                                  | France          | 2 - 1   | Belgique    | Stade-vélodrome du Parc des Princes Paris, France |                                              |
| 28 mars 1920 · 15:00 heure locale · Historique des rencontres | Nicolas 15e 79e | (1 – 1) | Vlamynck 4e | Spectateurs : 13 000 Arbitrage : Henry Child      | Spectateurs : 13 000 Arbitrage : Henry Child |
| 28 mars 1920 · 15:00 heure locale · Historique des rencontres | Rapport         |         |             | Spectateurs : 13 000 Arbitrage : Henry Child      | Spectateurs : 13 000 Arbitrage : Henry Child |

| Jeux olympiques 1920 Quarts de finale                         | Belgique           | 3 - 1   | Espagne           | Stade olympique Anvers, Belgique                  |                                                   |
| 29 août 1920 · 17:30 heure locale · Historique des rencontres | Coppée 11e 52e 55e | (1 – 0) | Arrate 62e (pen.) | Spectateurs : 18 000 Arbitrage : Johannes Mutters | Spectateurs : 18 000 Arbitrage : Johannes Mutters |
| 29 août 1920 · 17:30 heure locale · Historique des rencontres | Rapport            |         |                   | Spectateurs : 18 000 Arbitrage : Johannes Mutters | Spectateurs : 18 000 Arbitrage : Johannes Mutters |

Note : Première rencontre officielle entre les deux nations.
| Jeux olympiques 1920 Demi-finales                             | Belgique                                | 3 - 0   | Pays-Bas | Stade olympique Anvers, Belgique            |                                             |
| 31 août 1920 · 17:30 heure locale · Historique des rencontres | Larnoe 46e · Van Hege 55e · Bragard 85e | (0 – 0) |          | Spectateurs : 22 000 Arbitrage : John Lewis | Spectateurs : 22 000 Arbitrage : John Lewis |
| 31 août 1920 · 17:30 heure locale · Historique des rencontres | Rapport                                 |         |          | Spectateurs : 22 000 Arbitrage : John Lewis | Spectateurs : 22 000 Arbitrage : John Lewis |

| Jeux olympiques 1920 Finale                                       | Belgique                      | 2 - 0   | Tchécoslovaquie | Stade olympique Anvers, Belgique            |                                             |
| 2 septembre 1920 · 17:00 heure locale · Historique des rencontres | Coppée 6e (pen.) · Larnoe 31e |         |                 | Spectateurs : 35 000 Arbitrage : John Lewis | Spectateurs : 35 000 Arbitrage : John Lewis |
| 2 septembre 1920 · 17:00 heure locale · Historique des rencontres |                               | Rapport | Steiner 39e     | Spectateurs : 35 000 Arbitrage : John Lewis | Spectateurs : 35 000 Arbitrage : John Lewis |

Note : Première rencontre officielle entre les deux nations. La Tchécoslovaquie abandonne le match à la 39e minute en se plaignant d'un arbitrage biaisé et est disqualifiée.

## Les joueurs
| Joueurs              | Joueurs                  | Amical | Amical | JO 1920 | JO 1920 | JO 1920 |
| -------------------- | ------------------------ | ------ | ------ | ------- | ------- | ------- |
| Gardiens de but      |                          |        |        |         |         |         |
| Léon Vandermeiren    | Daring Club de Bruxelles | 90     | 90     | r       | r       | r       |
| Jean De Bie          | Racing Club de Bruxelles |        |        | 90      | 90      | 90      |
| Défenseurs           |                          |        |        |         |         |         |
| Armand Swartenbroeks | Daring Club de Bruxelles | 90     | 90     | 90      | 90      | 90      |
| Oscar Verbeeck       | Union Saint-Gilloise     | 90     | 90     | 90      | 90      | 90      |
| Auguste Pelsmaecker  | Beerschot AC             | 90     |        | r       | r       | r       |
| Léopold De Groof     | Royal Antwerp FC         |        |        | r       | r       | r       |
| Milieux              |                          |        |        |         |         |         |
| Émile Hanse          | Union Saint-Gilloise     | 90     | 90     | 90      | 90      | 90      |
| Joseph Musch         | Union Saint-Gilloise     | 90     | 90     | 90      | 90      | 90      |
| Auguste Fierens      | Beerschot AC             |        | 90,    |         |         |         |
| André Fierens        | Beerschot AC             |        |        | 90      | 90      | 90      |
| Félix Balyu          | RFC Brugeois             |        |        | 90,     | r       | r       |
| Julien Cnudde        | Union Saint-Gilloise     |        |        | r       | r       | r       |
| Attaquants           |                          |        |        |         |         |         |
| Louis Van Hege       | Union Saint-Gilloise     | 90     | 90     | 90      | 90      | 90      |
| Robert Coppée        | Union Saint-Gilloise     | 90     | 90     | 90      | 90      | 90      |
| Honoré Vlamynck      | Daring Club de Bruxelles | 90     | 90     |         |         |         |
| Georges Michel       | Léopold Football Club    | 90     | 90     | r       | r       | r       |
| Georges Hebdin       | Union Saint-Gilloise     | 90     | 90     | 90      | r       | r       |
| Fernand Nisot        | Léopold Football Club    |        |        | 90      | r       | r       |
| Mathieu Bragard      | CS Verviétois            |        |        | r       | 90      | 90      |
| Henri Larnoe         | Beerschot AC             |        |        | r       | 90 ,    | 90      |
| Désiré Bastin        | Royal Antwerp FC         |        |        | r       | 90      | 90      |
| Fernand Wertz        | Royal Antwerp FC         |        |        | r       | r       | r       |
| François Dogaer      | Racing Club de Malines   |        |        | r       | r       | r       |
| Ivan Thijs           | Beerschot AC             |        |        | r       | r       | r       |

Un « r » indique un joueur qui était parmi les remplaçants mais qui n'est pas monté au jeu.
1. 1 2 3 4 5 6 7 8 9  Première sélection officielle pour le joueur.
2. 1 2 3 4  Dernière sélection officielle pour le joueur.
3. 1 2 3 4 5  Premier but officiel pour le joueur.

## Sources